# Carelia Meridionale
La Carelia meridionale (Etelä-Karjala in finlandese, Södra Karelen in svedese) è una provincia della Finlandia. È chiamata in tale modo in base alla posizione geografica della regione storica della Carelia, che adesso si trova divisa tra la Finlandia e la Russia. Tale regione, culturalmente e storicamente è parte della vecchia provincia di Viipuri (adesso Vyborg).

## Amministrazione
Come la gran parte delle altre province finlandesi, la Carelia del Sud è governata da due diversi enti:
- l’Associazione della Carelia Meridionale (Etelä-Karjalan liitto) è la confederazione dei comuni, con un Consiglio provinciale nominato dai consiglieri comunali, e una relativa Giunta provinciale. Il suo compito è gestire le competenze comunali su un ambito spaziale più ampio e condiviso.
- l’Area di benessere della Carelia Meridionale (Etelä-Karjalan hyvinvointialue) è l’ente sanitario provinciale, creato nel 2022 e con un Consiglio eletto direttamente dai cittadini, che tramite la relativa Giunta gestisce gli ospedali e i servizi assistenziali.[2]

Il primo ente è quello che nomina il direttore provinciale.
La provincia era inclusa nella Finlandia Meridionale, oggi ridotta a un’Agenzia regionale col ruolo di prefettura statale.

## Dati geografici
Il PIL della regione è stato nel 2001 pari a 3066 milioni di euro.

### Distretti
La Carelia Meridionale è divisa nei seguenti distretti:
- Imatra
- Lappeenranta
- Saimaa occidentale

### Comuni
Nella Carelia meridionale vi sono complessivamente 9 comuni (le città sono evidenziate in grassetto)
- Imatra
- Lappeenranta
- Lemi
- Luumäki
- Parikkala
- Rautjärvi

- Ruokolahti
- Savitaipale
- Taipalsaari